# Communauté de communes du Toulois
La communauté de communes du Toulois (CCT) est une ancienne communauté de communes française, située dans le département de Meurthe-et-Moselle et la région Grand Est.
En 2017, les communautés de communes du Toulois et de Hazelle en Haye fusionnent pour créer la communauté de communes Terres Touloises.

## Histoire
- En 1966, les quatre communes de Toul, Chaudeney-sur-Moselle, Dommartin-lès-Toul et Écrouves se regroupent pour former le « District urbain de Toul ».
- En 1992, l'EPCI (Établissement public de coopération intercommunale) du Toulois est créé et compte 18 communes membres.
- En 1996, les deux structures (District urbain de Toul et EPCI du Toulois) fusionnent pour former un ensemble de 21 communes.
- En 1999, à la faveur de la loi Chevènement, le District se transforme par arrêté préfectoral du 21 décembre 1999 en « Communauté de Communes du Toulois » auquel adhèrent 23 communes.
- En janvier 2008, la communauté de communes comporte 24 communes.
- Le 1er janvier 2011, la commune de Foug rejoint la Communauté de communes du Toulois, portant celle-ci à 25 communes.
- Le 1er janvier 2014, les communautés de communes des Côtes
en Haye et du Toulois fusionnent, par arrêté préfectoral du 22 avril 2013, pour former un nouveau territoire qui conserve le nom de « Communauté de Communes du Toulois ». La commune de Villey-le-Sec rejoint la nouvelle structure par arrêté préfectoral du 22 novembre 2013[1],[2].

## Composition
La communauté de communes du Toulois compte 34 membres :
| Nom                        | Code Insee | Gentilé        | Superficie (km2) | Population (dernière pop. légale) | Densité (hab./km2) |
| -------------------------- | ---------- | -------------- | ---------------- | --------------------------------- | ------------------ |
| Écrouves (siège)           | 54174      | Scrofuliens    | 10,30            | 4 434 (2014)                      | 430                |
| Andilly                    | 54016      | Andillois      | 7,12             | 283 (2014)                        | 40                 |
| Ansauville                 | 54019      |                | 6,97             | 84 (2014)                         | 12                 |
| Bicqueley                  | 54073      | Bicquicantois  | 16,82            | 911 (2014)                        | 54                 |
| Boucq                      | 54086      | Boucquins      | 22,66            | 359 (2014)                        | 16                 |
| Bouvron                    | 54088      | Bouvronnais    | 10,00            | 259 (2014)                        | 26                 |
| Bruley                     | 54102      | Brulois        | 6,25             | 613 (2014)                        | 98                 |
| Charmes-la-Côte            | 54120      | Carpéniens     | 6,23             | 343 (2014)                        | 55                 |
| Chaudeney-sur-Moselle      | 54122      | Caldéniaciens  | 8,34             | 709 (2014)                        | 85                 |
| Choloy-Ménillot            | 54128      | Cholotains     | 11,95            | 719 (2014)                        | 60                 |
| Domèvre-en-Haye            | 54160      |                | 8,46             | 395 (2014)                        | 47                 |
| Domgermain                 | 54162      | Domgerminois   | 13,09            | 1 231 (2014)                      | 94                 |
| Dommartin-lès-Toul         | 54167      | Dommartinois   | 6,87             | 1 998 (2014)                      | 291                |
| Foug                       | 54205      | Faouins        | 25,49            | 2 734 (2014)                      | 107                |
| Grosrouvres                | 54240      |                | 4,61             | 57 (2014)                         | 12                 |
| Gye                        | 54242      | Gynois         | 6,51             | 219 (2014)                        | 34                 |
| Hamonville                 | 54248      | Hamonvillois   | 6,66             | 91 (2014)                         | 14                 |
| Lagney                     | 54288      | Lagnotains     | 14,34            | 499 (2014)                        | 35                 |
| Laneuveville-derrière-Foug | 54298      |                | 1,13             | 145 (2014)                        | 128                |
| Lay-Saint-Remy             | 54306      | Layens         | 3,80             | 362 (2014)                        | 95                 |
| Lucey                      | 54327      | Lucéiens       | 10,70            | 600 (2014)                        | 56                 |
| Manoncourt-en-Woëvre       | 54346      |                | 10,56            | 248 (2014)                        | 23                 |
| Manonville                 | 54348      | Manonvillois   | 9,43             | 244 (2014)                        | 26                 |
| Ménil-la-Tour              | 54360      | Ménilois       | 8,82             | 334 (2014)                        | 38                 |
| Minorville                 | 54370      | Minorvillois   | 12,65            | 246 (2014)                        | 19                 |
| Noviant-aux-Prés           | 54404      | Noviantais     | 11,19            | 265 (2014)                        | 24                 |
| Pagney-derrière-Barine     | 54414      | Paternacutiens | 6,13             | 618 (2014)                        | 101                |
| Pierre-la-Treiche          | 54426      | Pierrats       | 12,85            | 513 (2014)                        | 40                 |
| Royaumeix                  | 54466      | Royaumeixois   | 21,57            | 346 (2014)                        | 16                 |
| Sanzey                     | 54492      | Brochets       | 3,58             | 134 (2014)                        | 37                 |
| Toul                       | 54528      | Toulois        | 30,59            | 15 966 (2014)                     | 522                |
| Tremblecourt               | 54532      |                | 6,08             | 199 (2014)                        | 33                 |
| Trondes                    | 54534      | Trondards      | 12,64            | 535 (2014)                        | 42                 |
| Villey-le-Sec              | 54583      | Trabecs        | 6,40             | 414 (2014)                        | 65                 |

## Administration
Le conseil communautaire est composé de 82 délégués, dont dix vice-présidents.
| Période                                  | Période      | Identité         | Étiquette | Qualité                                                                |
| ---------------------------------------- | ------------ | ---------------- | --------- | ---------------------------------------------------------------------- |
| Les données manquantes sont à compléter. |              |                  |           |                                                                        |
| 2008                                     | 28 juin 2013 | Dominique Potier | PS        | Maire de Lay-Saint-Remy (depuis 2001) Député (depuis 2012) (démission) |
| 3 juillet 2013                           | En cours     | Kristell Juven   | PS        | Adjointe à Pierre-la-Treiche                                           |